# Louie Ramsay
Louie Ramsay (25 de noviembre de 1929 – 6 de marzo de 2011) fue una actriz británica, conocida principalmente por su papel de la esposa del inspector Reg Wexford en la serie de televisión Ruth Rendell Mysteries. En la vida real estaba casada con el actor que encarnaba en la serie a Reg Wexford, George Baker.

## Biografía
Nacida en Sudáfrica en el seno de una familia de origen escocés, se crio en Londres, recibiendo educación en la North London Collegiate School. Trabó amistad con Patricia Hitchcock, hija del director Alfred Hitchcock, que le dio un pequeño papel en su film de 1950 Stage Fright.
Ramsay debutó en los Teatros del West End en 1951 como miembro del coro en el musical South Pacific. En la década de 1970 actuó en el National Theatre bajo la dirección de Laurence Olivier. Entre las obras que representó figuran Equus (de Peter Shaffer), El misántropo (de Molière, con Alec McCowen y Diana Rigg), y Edén Término (de J.B. Priestley), en la que interpretaba a la hermana de Joan Plowright bajo la dirección de Olivier.
Louie Ramsay falleció en 2011, a los 81 años de edad. Le sobrevivió su marido, George Baker, con el que se había casado en 1993, así como un hijo de un matrimonio previo (1956-1979) con el actor canadiense Ronan O'Casey.

## Filmografía (selección)
- 1964 : The Five O’Clock Club (serie TV)
- 1967 : Softly, Softly (serie TV, un episodio)
- 1967 : Los vengadores (serie TV, un episodio)
- 1967 : Emmerdale Farm (serie TV)
- 1981 : When The Boat Comes In (serie TV)
- 1982 : Kings Royal (serie TV)
- 1986 : Strike it Rich (serie TV)
- 1999 : The Grand (serie TV)
- 2000 : Holby City (serie TV)
- 2001 : Doctors (serie TV)